# Windwhistle
Windwhistle est une petite localité du district de Selwyn, située dans l’île du Sud de la Nouvelle-Zélande.

## Situation
Elle est proche du Domaine de ski du Mont Olympus (en) auquel elle donne accès, de même que Mont Cheeseman (en) et Domaine de Broken River (en).
Elle est à approximativement 2 heures de voiture de la cité de Christchurch.